# Ивины
Ивины — российский дворянский род княжеского происхождения. Род внесён в Бархатную книгу.
Родоначальник — брат Александра Невского — князь галицкий Константин Ярославич. Праправнук его, князь Дмитрий Иванович, по прозванию Ива, был родоначальником Ивиных.
По другой версии родоначальником Ивиных был Иван Борисович Ива, потомок Рюрика в XVII колене, получивший поместье в Кашинском уезде. Тринадцать Ивиных владели поместьями в 1699 году. В Общий Гербовник Дворянских Родов фамилия не внесена.
Род внесён в VI и II части родословной книги Тверской, Костромской и Тамбовской губерний.

## Известные представители
- Ивин Дмитрий Григорьевич - московский дворянин (1676).
- Ивин Тимофей Григорьевич - московский дворянин (1678).
- Ивин Никита Прокофьевич - московский дворянин (1692)[3].